# Hermina Pipinić
Hermina Pipinić (ur. 1 maja 1928 w Zagrzebiu, zm. 19 grudnia 2020 tamże) – jugosłowiańska i chorwacka aktorka teatralna, filmowa i telewizyjna.

## Wybrane role filmowe
- 1959: Wiatr ucichł przed świtem (Vetar je stao pred zoru) – Anđa
- 1960: Wzgórze 905 (Kota 905) – Jelka
- 1962: Step (La steppa) – Olga Ivanovna
- 1963: Niebezpieczna droga (Opasni put) – Božena
- 1965: Winnetou i Old Surehand (Old Surehand 1. Teil) – Molly
- 1973: Życie dla miłości (Živjeti od ljubavi) – nauczycielka
- 1975: Pasja według Mateusza (Muke po Mati) – Rachela
- 1977: Żelazny Krzyż (Cross of Iron) – Rosjanka
- 1978: Ciężarówka (Mannen i skuggan) – pani Andrén
- 1981: Goście z galaktyki Arkana (Gosti iz galaksije) – matka Steli
- 1986: Wieczorne dzwony (Večernja zvona) – matka Meiry